# Kawasaki Z1
Kawasaki Z1 (Kawasaki Z900) är en motorcykelmodell från Kawasaki som lanserades 1972.
Kawasaki Z1 är en 903cc fyrcylindrig fyrtaktare med dubbla överliggande kamaxlar och 82 hästkrafter.
Modellen blev en omedelbar försäljningssuccé för Kawasaki, som över en natt vann ryktbarhet som mästare på "muskelhojar".
Motorn var överdimensionerad och haverier sällsynta; i standardutförande var den problemfri och närmast outslitlig medan den i racing skördade många segrar.
År 1974 kallades modellen Z1A och från det året var motorn omålad aluminium i stället för svart medan tanken fick sina klassiska linjer.
1975 års Z1B innehöll bara marginella förbättringar och nya färger.
År 1975 lanserades Z900 och 1976 kom den sista 900:an som kallades Z900 A4. Utanpå såg den ut som sina föregångare men en rad andra viktiga komponenter var helt nya och kraftigt förbättrade. Bensintank, sidokåpor, ankstjärt, sadel, mm var förvirrande lika tidigare modeller men modifierade och förbättrade.
År 1977 hade man förbättrat konstruktionen ytterligare i Z1000. På pappret var det en helt ny modell fast man egentligen bara hade borrat upp motorn till 1015cc, lagt till skivbroms bak och introducerat ett nytt 4-2 avgassystem. De senare förändringarna uppskattades inte på marknaden där det redan klassiska 4-4 avgassystemet efterfrågades så till den grad att man till exempel i Tyskland återinförde det på vissa modeller. Trumbromsen såg omodern ut men var en ikon för Kawasakis muskelmaskin.
1977 års förändringar i kombination med att konkurrenterna var på väg i kapp och introducerade nya modeller innebar början till slutet på Z1-sagan. Med Z1300 två år senare laborerade man djärvt med design och motor på Z1-konceptet i en rad mindre sålda modeller men det dröjde tills 1984 innan Z1-modellserien upphörde.